# Desmeocraera platti
Desmeocraera platti är en fjärilsart som beskrevs av Antonius Johannes Theodorus Janse 1920. Desmeocraera platti ingår i släktet Desmeocraera och familjen tandspinnare. Inga underarter finns listade i Catalogue of Life.